# La Poursuite infernale (film, 1946)
Pour les articles homonymes, voir La Poursuite infernale.
Pour plus de détails, voir Fiche technique et Distribution.
La Poursuite infernale (My Darling Clementine) est un western américain réalisé par John Ford, sorti en 1946.

## Synopsis
En 1881, à Tombstone (Arizona) (Tombeau en version française), les frères Earp convoient un troupeau de bétail. Un vieil homme du nom de Clanton leur fait une proposition de rachat. Wyatt Earp (William en version française) la refuse. Dans la nuit, alors que les trois frères aînés vont prendre du bon temps à Tombstone, le bétail est volé. Le plus jeune, qui en avait la garde, est tué. Wyatt Earp accepte alors de devenir le shérif de la ville et enquête. Il fait également la connaissance de Doc Holliday, ancien médecin devenu alcoolique, et propriétaire du saloon, dont est amoureuse la chanteuse Chihuahua. Un matin, débarque de l'est Clementine Carter, ancienne infirmière du médecin et également amoureuse de lui, mais celui-ci l'éconduit rapidement. Earp s'oppose au renvoi de la jeune femme, et alors que la situation se tend entre les deux hommes, Chihuahua est blessée par l'un des fils Clanton, après avoir révélé une preuve de la participation du clan Clanton au meurtre du plus jeune frère Earp et au vol du troupeau. Doc Holliday opère la jeune femme, alors qu'un des frères Earp, à la poursuite du fugitif qu'il blesse mortellement, est à son tour tué par Ike Clanton. Celui-ci appelle Wyatt Earp au règlement de comptes.

## Fiche technique
- Titre : La Poursuite infernale
- Titre original : My Darling Clementine
- Réalisation : John Ford
- Scènes additionnelles : Lloyd Bacon (non crédité)
- Scénario : Samuel G. Engel et Winston Miller (en) basé sur une biographie écrite par Stuart N. Lake
- Musique : Cyril J. Mockridge et David Buttolph
- Direction musicale : Alfred Newman
- Photographie : Joseph MacDonald
- Direction artistique : James Basevi et Lyle R. Wheeler
- Montage : Dorothy Spencer
- Décoration : Thomas Little
- Costumes : René Hubert
- Production : Samuel G. Engel et Darryl F. Zanuck
- Société de production : Twentieth Century Fox
- Pays de production :  États-Unis
- Format : Noir et blanc - Mono - 35 mm
- Genre : western
- Langue : anglais
- Durée : 97 minutes
- Dates de sortie :
  - États-Unis : 16 octobre 1946 (première à San Francisco), 3 décembre 1946 (sortie nationale)
  - France : 30 avril 1947
- Affiche : Constantin Belinsky (France)

## Distribution
- Henry Fonda (VF : Roger Tréville) : Wyatt Earp (William en version française)
- Linda Darnell (VF : Claire Guibert) : Chihuahua
- Victor Mature (VF : Roger Til) : Dr John (Jean en version française) 'Doc' Holliday
- Cathy Downs (VF : Jacqueline Moulin) : Clementine Carter
- Walter Brennan (VF : Jean Toulout) : le vieux Clanton
- Tim Holt (VF : Michel André) : Virgil Earp
- Ward Bond (VF : Pierre Leproux) : Morgan Earp
- Alan Mowbray (VF : Maurice Pierrat) : Granville Thorndyke
- John Ireland : Billy Clanton
- Roy Roberts : le maire
- Jane Darwell : Kate Nelson
- Grant Withers (VF : Jean Clarieux) : Ike Clanton
- J. Farrell MacDonald (VF : Pierre Morin) : Mac, le barman
- Russell Simpson (VF : Paul Ville) : John Simpson

Et, parmi les acteurs non crédités :
- Don Barclay : le propriétaire du théâtre
- Hank Bell : un spectateur au théâtre
- Ruth Clifford : une spectatrice au théâtre
- Jack Curtis : un barman
- William B. Davidson : le propriétaire du saloon
- Frank Ellis : un client du saloon
- Francis Ford : Dad, le vieux soldat
- Earle Foxe : le joueur de poker
- Don Garner : James Earp
- Ben Hall : le coiffeur
- Duke R. Lee : un habitant de Tombstone
- Mae Marsh : la sœur de Simpson
- Kermit Maynard : un client du saloon
- Louis Mercier : François, le chef cuisinier
- Jack Pennick : un conducteur de diligence
- Mickey Simpson : Sam Clanton
- Charles Stevens : Charlie l'indien
- Harry Woods : Luke
- My Darling Clémentine en VF chantée par Micheline Presle

## Autour du film
- Tournage du 1er avril à la mi-juin 1946 à Monument Valley et Kayenta.
- Coût de production : 2 235 000 dollars
- Recettes : 2 750 000 dollars (États-Unis) et 1 750 000 hors États-Unis.
- Le film est tiré d'une histoire vraie. Ces événements mythiques et réels de l'Ouest américain firent l'objet de nombreux films dont Règlements de comptes à OK Corral. Le film de John Ford n'est pas une transcription rigoureuse de l'histoire. Le duel n'a pas eu lieu en 1882, mais en 1881, Earp n'a jamais convoyé du bétail à Tombstone, le vieux Clanton était déjà mort lorsque le duel a eu lieu... Mais la réalité historique importe peu à Ford, ce qui l'intéresse c'est le passage de la nature à la civilisation, du Far-West à l'Amérique en mutation. Le vieux Clanton et Doc Holliday symbolisent le vieux monde, tandis que Wyatt Earp incarne l'Amérique moderne, celle de la loi et de l'ordre.
- Le film durait plus de deux heures, mais Darryl F. Zanuck a pratiqué de nombreuses coupes.
- À propos de Wyatt Earp, John Ford déclarait à Peter Bogdanovich : « J'ai connu Wyatt Earp dans les premières années du cinéma muet. Il venait quelquefois au cours de l'année rendre visite à ses camarades et cow-boys qu'il avait connus à Tombstone. Une partie d'entre eux appartenaient à notre compagnie. À l'époque, je crois que j'étais assistant accessoiriste. J'avais l'habitude de lui donner une chaise et une tasse de café. Il me parlait de la bataille d'OK Corral. Ainsi, lorsque j'ai tourné La Poursuite infernale, je l'ai reconstituée telle qu'elle avait eu lieu. Les adversaires ne se sont pas contentés de marcher dans la rue et de se tirer dessus, ce fut une véritable manœuvre militaire. »
- Le choix d'Henry Fonda pour le personnage de Wyatt Earp est particulièrement judicieux tant il est habitué à incarner pour Ford des figures emblématiques de la civilisation américaine (dans Young Mr. Lincoln et dans Les Raisins de la colère). Dans un entretien daté de 1984 et repris dans le numéro spécial Ford des Cahiers du cinéma, Winston Miller, l'un des deux scénaristes du film, déclare à propos de la relation de Ford avec Fonda : « Ford aimait sa démarche. Il adorait suivre un homme. Il aurait pu regarder Fonda marcher tout au long d'une rue. C'était une démarche unique. En d'autres termes, le style de Fonda s'accordait totalement au style de Ford. » La composition de Fonda est restée inoubliable.
- La chanson Oh My Darling, Clementine est une mélodie de l'Ouest américain. Elle a été adaptée par Cyril J. Mockridge.
- John Ford n'apprécia pas que la Fox lui ait imposé Linda Darnell dans le rôle féminin principal et il réduisit en conséquence son rôle. La jeune femme s'entendit en outre très mal avec Henry Fonda qui la considérait comme une actrice médiocre et parvenue. Seul Victor Mature se montra sympathique avec elle.

## Approximations du film
- L'âge des frères Earp est inexact. Dans le film, James est un adolescent, Virgil a une vingtaine d'années, Wyatt a trente ans et Morgan est le plus vieux. En fait, au moment de la bataille de OK Corral, James avait 40 ans, Virgil 38 ans, Wyatt 33 ans et Morgan 30 ans. Il y avait aussi un frère plus jeune, Warren, qui est absent du film.
- Wyatt est représenté comme le shérif de Tombstone, et Virgil et Morgan comme ses adjoints. En fait, Virgil était le shérif de la ville (d'après certaines sources, son titre était "chef de la police"), et Wyatt et Morgan étaient ses adjoints.
- On peut voir dans le film James et Virgil se faire tuer : James pendant le vol de bétail, et Virgil d'une balle dans le dos avant la bataille finale. En réalité, James est décédé en 1926 et Virgil a survécu à la bataille, pour ensuite être blessé au cours d'une tentative d'assassinat, qui est une vengeance à OK Corral. Le seul Earp à mourir à Tombstone est Morgan, plusieurs mois après le règlement de comptes.
- Doc Holliday n'était ni médecin ni chirurgien, mais il avait en fait un diplôme de dentiste.
- On voit Doc Holliday grièvement blessé et mort à la fin de la bataille. Il a en réalité survécu à une blessure bénigne et n'est mort qu'en 1887 de la tuberculose, dans le Colorado.
- Le vieux Clanton est décrit comme étant un protagoniste important dans le conflit entre les Earp et les Clanton, et prend part à la bataille. En réalité, il a été tué en août 1881, bien avant que n'ait lieu la bataille de OK Corral.
- On peut voir Billy Clanton se faire tuer avant la bataille de OK Corral, alors qu'il y a été tué. De plus, Ike Clanton, ainsi que les autres frères Clanton, ne sont pas morts à OK Corral comme le montre le film.
- Wyatt Earp et Doc Holliday se sont rencontrés non pas à Tombstone comme le montre le film, mais  plusieurs années auparavant à Fort Griffin, au Texas, vers 1876-1877, et étaient déjà amis lorsque tous deux sont arrivés à Tombstone.
- Les frères Earp sont dépeints comme des éleveurs qui s'arrêtent par hasard à Tombstone pour se ravitailler et se faire raser. Ils avaient en fait prévu de s'y installer pour faire des affaires avec les très nombreuses réclamations concernant les jeux d'argent et les concessions minières.
- La bataille n'a pas duré plusieurs minutes comme on peut le croire, elle s'est résumée à une fusillade de trente secondes tout au plus.
- Wyatt Earp n'était pas le célibataire décrit par John Ford, il est arrivé à Tombstone avec sa femme (de même pour ses frères), et il est tombé amoureux d'une actrice, Josephine Marcus, durant son séjour.
- « Tombstone », avec Kurt Russell et Val Kilmer, est plus proche de la réalité historique.

## Récompenses et reconnaissances
- Le film a été inscrit au National Film Registry en 1991
- 1948 : Ruban d'argent du réalisateur du meilleur film étranger pour John Ford,